# 瓦茨拉夫·韦塞利
瓦茨拉夫·韦塞利（捷克語：Václav Veselý，1900年8月13日—1941年12月10日），生于伊诺尼采，捷克斯洛伐克男子竞技体操运动员。他曾获得1928年夏季奥运会体操比赛男子团体全能银牌。